# Damaris Pan
Damaris Pan Vega (Mallavia, Vizcaya, 29 de agosto de 1983) es una artista y profesora española del Departamento de Pintura de la Universidad del País Vasco (UPV).
En 2021 recibió el premio Gure Artea, en reconocimiento a su labor creativa. El jurado afirmó que "Damaris es uno de los principales representantes del renacimiento en la pintura vasca de los últimos años. Muestra una forma poética de entender el arte y, en particular, la pintura."

## Biografía
Estudió Bellas Artes en la Universidad País Vasco/Euskal Herriko Unibertsitatea (UPV/EHU) y en la Kunsthochschule Weissensee de Berlín. En 2014 defendió su tesis doctoral "Lo Bueno, lo Bello, lo Berdadero. Desvíos y anomalías revisión de normas y valores en el acto artístico. Experiencias contemporáneas".

## Trayectoria profesional
La artista vasca, afincada en Bilbao, desarrolla su obra artística en su estudio compaginándola con su labor como profesora en el Departamento de Pintura de la Facultad de Bellas Artes del campus vizcaíno de la Universidad del País Vasco y en el máster de Pintura que se imparte en esta misma Facultad.

## El proceso creativo
Es un artista de su tiempo, pero a la vez eterno: utiliza sobre todo el dibujo y la pintura, se pone en marcha sin saber lo que va a encontrar, parece que el proceso creativo le muestra sus entrañas. No tiene una metodología conocida, no la necesita. No tiene horario, no tiene prisa, el mundo está trabajando para él. Este mundo que entra por sus ojos sale de sus manos, tarde o temprano. No utiliza la pintura como representación de algo, sino de forma autónoma: la materia misma, el trazo, el color, el dibujo, la fuerza de la forma. Crea un nuevo ser y carácter en cada obra de arte.
Se inicia en el camino sin saber qué va a encontrar, entiende el arte como un desvío y sus obras son las paradas de ese desvío continuo. En uno de ellos, una criatura sorprendente, en el otro un icono sucio, a veces parece que este artista de su tiempo ha hecho una síntesis salvaje de imágenes de mil formas que circulan por la red, ha atrapado al monstruo, ha atrapado la belleza y lo ha vuelto a poner en la red para que el nuevo ser pueda seguir su camino.

## Exposiciones

### Individuales
- Qué morena estás (2017) estuvo expuesta en la Galería Rekalde de Bilbao como parte del programa Barriek. Muestra obra de gran formato y otras piezas de tamaño medio, fruto de más de un año de trabajo.[5][6][7][8]

- Cuernos a la vista (2020) .19 pinturas colgadas en la sala de exposiciones de la Fundación BilbaoArte.[9][10] La web de BilbaoArte ofreció un recorrido virtual por el catálogo de vídeos, fotos y la exposición ya que debido a la pandemia no se pudo visitar de forma presencial.[11]

### Colectivas
- Ojo para mano / Esku Azpi Begi (2016), programa Harriak de Eremuak, en el Salón Bastero de Andoáin.
- Ha sido elegido en tres ocasiones para la exposición Bizkaia Ertibil. [12]
- Bisbita Platense, en las Juntas Generales de Vizcaya (2016).
- Pliegues en el Okela Sormen Lantegian de Bilbao (2017)[13]
- Bosteko, exposición itinerante (2017)[14]
- Bi Dos Two, en el Azkuna Zentroa de Bilbao (2018)[15]
- Sugaar, con Fiona Mackay en la galería Cibrián de San Sebastián (2021)

## Vídeos
- Inpultsoak eta Intuizioa (Impulsos e intuición) (seleccionados en el Basque Video Meeting 2019 y en el Errenteria Film 2019)[16]

## Otros
- En 2019 publicó una selección de sus dibujos junto a una colección de poemas de Sandro Penna traducidos por Iñigo Astiz.[17]

## Premios
- En 2021 recibió el premio Gure Artea, en reconocimiento a su labor creativa.[18]

- En 2024 recibió el premio BMW de pintura.[19]